# Kare first love
Kare First Love (『彼』first love) er en shoujo manga tegnet og forfattet af Kaho Miyasaka, der handler om kærlighed og teenageproblemer. Hovedpersonen er en pige på 16 år som hedder Karin Karino, som forelsker sig i Aoi Kiriya fra naboskolen. Karins 'veninde', Yuka Ishikawa, mener, at Karin ikke fortjener Kiriya, men at hun som 'den smukkeste' fortjener ham i stedet for. Hun gør alt for at splitte de to . Dette sætter Kiriya dog selv en stopper for, og de to bliver kærester. Men hvordan er det nu lige man er kærester? Karin er uprøvet og det kommer til at gå galt mange gange inden de begynder at forstå hinanden. Deres forældre gør det heller ikke nemmere. Men trods alle problemerne kommer de igennem den svære første tid og klare sig ved hjælp af deres venner og veninder. Det hele ender godt, som det oftest er tilfældet inden for shoujo.  
Serien består af 10 bind, og er i Danmark udgivet af Carlsen og Egmont Manga. Seriens bind har ikke titler ud over : ”KARE first love” og bindets nummer.
| Anime eller manga | Spire Denne artikel om en anime og/eller manga er en spire som bør udbygges. Du er velkommen til at hjælpe Wikipedia ved at udvide den. |